# Alfred Biber
Alfred Biber (* 22. August 1942 in Wien; † 3. September 2013 in Bisamberg) war ein österreichischer Maler.

## Leben
Alfred Biber begann 1959 mit dem Studium an der Höhere Graphische Bundes-Lehr- und Versuchsanstalt in Wien. Er wandte sich der abstrakten Malerei zu, kopierte aber gleichzeitig die Werke der alten Meister und eignete sich damit eine tiefe Kenntnis ihrer Techniken an. 1961 kam sein Sohn Anton zur Welt. Den ersten Plakatpreis erhielt er 1962 für ein Plakat des Österreichischen Roten Kreuzes durch das Kulturamt der Stadt Wien.
Es folgte ein Studienaufenthalt in Stockholm. Seine Tochter Katharina Biber kam 1965 zur Welt. Er arbeitete bis 1970 als Maler, Grafiker und Designer.
1966 lernte er Heinz Cibulka und Peter Kubelka kennen.
Mit seinem Freund, dem Maler Fritz Schottkowsky, unternahm er 1967 eine Studienreisen nach Skandinavien. Lavierte Rohrfederzeichnungen waren das Stilmittel dieser Zeit, die dann in Wien auf Stein übertragen wurden. Biber erhielt mit einer dieser Lithografien einen internationalen Originalgrafik-Preis‚ der von der Kommune Mailand gestiftet wurde. Sein Sohn Florian kam 1967 zur Welt.
Von 1970 bis 1975 war Biber als Creativdirektor und Werbeleiter für internationale Firmen tätig. 1975 arbeitete er als Bühnenmaler im Theater in der Josefstadt. Zur Werbegrafik kehrte er 1977 zurück und bekam erneut einen Plakatpreis der Stadt Wien, der ihm im Rahmen einer öffentlichen Ehrung durch Helmut Zilk, überreicht wurde. Biber legte seinen Schwerpunkt auf Illustrationen und Storyboards und illustrierte u. a. Papst Johannes Paul II. für die Zeitschrift „Basta“. Das Porträt hatte er zum ersten Mal teilweise übermalt. 1977 lernte er Hermann Nitsch kennen. Biber wandte sich endgültig von der Werbegrafik ab, verbrannte fast alle seine bisherigen Arbeiten und den Rest davon übermalte er. 1977 inszenierte er eine öffentliche Malaktion in Wien, bei der er vor Publikum ein Werbeplakat übermalte. Es begann eine Ausstellungstätigkeit unter dem später ständigen Topos „Übermalung eigener Arbeiten“.
Alfred Biber war mit der Fotografin Liesl Biber verheiratet. Er war Vater von drei Kindern, lebte und arbeitete in Bisamberg, Niederösterreich.

## Kunst
Ab 1979 widmete sich Biber ausschließlich der Malerei. Er entwickelte eine neue malerische Grammatik unter dem Titel „Übermalung eigener Arbeiten“. Es entstanden Bilder, die nicht nur Objekte, sondern Aktionsflächen waren.
Hauptthemen der Bilder, des gegenständlichen Teils, waren Themen aus der sexualisierten Werbewelt, die er mit Übermalungen in Frage stellte.
1984 kam es zu einer engen künstlerischen Zusammenarbeit mit Hermann Nitsch. 1989 begann Biber mit einer Lehrtätigkeit an der Internationalen Sommerakademie für Bildende Kunst Salzburg, die er bis 1995 ausübte. Mit Christian Ludwig Attersee arbeitete er 1991 in Salzburg zusammen. Er beendete 1994 sein Buch „Das Gebrüll des Löwen“ (Schriften zur Kunsttheorie). 1996 fand eine öffentliche Malaktionen in Wien statt. 2008 entstanden Bilderzyklen, die immer mehr die Philosophie des Synkretismus von moderner und gegenwärtiger Malerei ausdrückten. Er kämpfte um die Aufhebung scheinbar unüberbrückbarer Gegensätze. Nach einem schweren Schlaganfall 2009 entstanden ein Jahr später neue Arbeiten.

## Ausstellungen (Auswahl)

### Einzelausstellungen
- 1979 Club Splendid, Wien, Galerie auf der Stubenbastei, Wien
- 1980 Clubgalerie Motto, Wien
- 1981 Galerie Stellfeld, Wien
- 1982 Kleine Galerie Wien
- 1983 Pet Galerie, Wien
- 1984 Galerie Chobot Wien, NÖ Landesgalerie, Wien, Clubgalerie Motto, Wien, Galerie Stellfeld, Wien, Galerie Yppen, Wien
- 1985 Kleine Galerie Wien, United Art Galerie, Wien, Pet Galerie, Wien, Blau-Gelbe Galerie Wien
- 1986 öffentliche Malaktion, Wien, Blau-Gelbe Galerie, Wien, Landesgalerie NÖ St. Pölten, NÖ
- 1987 Galerie Augenspiegel, Wien, BH-Galerie, Melk, NÖ Dokumentationszentrum für Moderne Kunst die Blau-Gelbe Galerie, Stadtmuseum St. Pölten, NÖ
- 1989 Studio Burian, Wien, St. Peter a. d. Sperr, Wr. Neustadt, NÖ, Landesgalerie, St. Pölten, NÖ, Künstlerhaus, Salzburg
- 1990 Kleine Galerie Wien, Labor Dr. Gauß, Wien, Handelskammer, Klosterneuburg, NÖ
- 1991 Graf. Kabinett-NÖ/Wien, Kleine Galerie Wien, Studio Burian, Wien, Galerie-Barockschlössl, Mistelbach NÖ, Galerie im Studiohaus, Bisamberg, NÖ, Tiroler Kunstverein, Innsbruck
- 1992 Studio Burian, Wien, Kleine Galerie Wien, Galerie Gross, Wien, Studio Vogel, Wien, Galerie Schloß, Wolkersdorf, NÖ
- 1993 Wiener Kunstpalais, Galerie Schaden, Wien, Office Division, Wien, Galerie Dadashi, Wien
- 1994 Kunstraum Chiba, Wien, Galerie Bacsa, Wien
- 1995 Schlossgalerie Schüttkasten Primmersdorf, NÖ, Kleine Galerie Wien, Kunstraum Peter Chiba, Wien, Victoria Kent Galerie, Wien
- 1996 Galerie Gross, Wien,
- 1997 Creativ Galerie, Wien, Galerie Karmeliterhof, St. Pölten, NÖ
- 1998 Galerie Artefakt, Wien, Artvent im Archtitekturcenter, Wien, Galerie Gross, Wien
- 1999 Wort&Bild Galerie, Wien, Galerie im Studiohaus, Bisamberg, NÖ
- 2000 Schloß-Galerie, Mistelbach, NÖ, Stadtmuseum, St. Pölten, NÖ, ECO art, Wien, Galerie Hölz+Eikelmann, Düsseldorf
- 2001 Galerie Jüttner, Wien
- 2002 Galerie Hafner&Kraft, München
- 2003 Barockschlössl, Mistelbach NÖ, Kunstraum in den Ringstraßen Galerien Wien, Stadtmuseum, St. Pölten, NÖ
- 2004 Galerie am Schlossberg, Würnitz, NÖ, Galerie Hölz+Eikelmann, Düsseldorf
- 2005 Landhausgalerie, St. Pölten, NÖ, Stadtgalerie Purkersdorf, NÖ
- 2006 Kleine Galerie Wien
- 2007 Kleine Galerie Wien
- 2010 MZM Museumszentrum Mistelbach, NÖ
- 2011 Kunstraum in den Ringstraßen Galerien Wien
- 2012 Galerie im Studiohaus, Bisamberg, NÖ

### Gruppenausstellungen
- 1984 St. Peter a. d. Sperr[6] Wr. Neustadt, NÖ
- 1985 Autorengalerie, München, Blau-Gelbe Galerie[7] Wien, Galerie Palmenhaus, Gmünd, NÖ
- 1986 Blau-Gelbe Galerie, Wien
- 1988 Gefangenenhaus, Amstetten, NÖ, Dokumentationszentrum, St. Pölten, NÖ
- 1989 Die Galerie der BH St. Pölten, NÖ, Kunstverein, Salzburg
- 1990 Galerie Kurt Kalb, Wien, Galerie der Begegnung, Velm, NÖ, Galerie Dida, Graz, Steiermark
- 1991 Studio Dr. Kolmer, Wien, Kunstkabinett Christine Jones, Wien
- 1995 Multi Media Arts Gallery, New York, Kunstmesse, Kiew, Ukraine
- 1996 Sonderausstellung-Kunstmesse, Orlando, US
- 1997 City-Center, St. Pölten, NÖ, St. Peter a. d. Sperr, Wr. Neustadt, NÖ, Galerie Karmeliterhof, St. Pölten, NÖ
- 1998 Cselley Mühle, Oslip, Burgenland
- 1999 ex neuron im Malkasten[8] Düsseldorf
- 2000 Radiokulturhaus, Wien, St. Peter a. d. Sperr, Wr. Neustadt, NÖ
- 2001 Palais Palffy, Wien
- 2002 Wasserturm, Wien, Deutsches Sport- und Olympia-Museum, Köln[9] GTK Galerie Tulbingerkogel, NÖ, Schloss Thürntal, NÖ
- 2004 Karmeliterhof, St. Pölten, NÖ, M.E.L. Galerie, Wien, Museum am Ostwall, Dortmund
- 2005 Galerie Sala Barna Barcelona
- 2006 Kunstraum in den Ringstraßen Galerien Wien
- 2007 Pavillon Josephine, Strasbourg, Frankreich, Kunst und Wein, NÖ
- 2008 Kleine Galerie Wien
- 2009 Kunstverein Mistelbach NÖ, Kleine Galerie Wien, Künstlerhaus[10] Wien
- 2012 Kunstraum in den Ringstraßen Galerien Wien

## Veröffentlichungen
- Freibord, Biber, Alfred Fr XI.55/56 Zeitschrift für Literatur und Kunst, Herausgeber: Gerhard Jaschke
- BravDa–das satirische Kunstblatt, Das rationalistisch organisierte Kunstwerk 10 theoretische Bemerkungen zur Übermalung eigener Arbeiten, Herausgeber: Gotthard Fellerer, 1984
- Kunst als Irritation-NÖ Kunst Band 32, Herausgeber: NÖ Dokumentationszentrum für Moderne Kunst, 1984
- Liquide Übermalung in Schwarz, Herausgeber: Alfred Biber, 1984
- Wiener Kunsthefte Biber, Alfred WK [XVI].5, Herausgeber: Gesellschaft der Kunstfreunde, 1985
- Vorbild-Abbild, NÖ Kunst Ausgabe 45, Herausgeber: NÖ-Dokumentationszentrum für Moderne Kunst, 1985
- Künstler Kunst Künstler, Paraphrasen Hommagen Variationen, Blau-Gelbe Galerie Herausgeber: Amt der NÖ Landesregierung, Ausgabe 165, Katalog des Niederösterreichischen Landesmuseums, 1985.
- Alfred Biber, Übermalung eigener Arbeiten, Herausgeber: NÖ Dokumentationszentrum für Moderne Kunst, 1987
- Balance.akte 88 Neue Kunst aus Niederösterreich, Katalog des Niederösterreichischen Landesmuseums, N. F. Nr. 217, Herausgeber: Donaufestival Niederösterreich, 1988
- Landauf Herausgeber: Amt der NÖ Landesregierung, Ferdinand Altmann, Neue Folge 287, 1991, ISBN 3-85460-054-2.
- Das Gebrüll des Löwen, Mehrere Zugänge zur Malerei Alfred Bibers Herausgeber: Alfred Biber, Galerie B. Groß, 1994
- Katalog mit öffentlichen Kritiken über das Werk Alfred Bibers, Herausgeber: Alfred Biber, 1996. DNB 952081555
- Weitergehen mit faustischer Unruhe, Herausgeber: Alfred Biber, 1999
- ex neuron, Der ganz normale Wahnsinn Katalog zur Ausstellung und des Symposiums zum Int. Day of Mental Health, Düsseldorf, Verlag: Berufsverb. Dt. Nervenärzte, Herausgeber: Christine Hölz, 1999, ISBN 3-00-005175-9, 9783000051753
- Übermalung eigener Arbeiten, Verlag: Gesellschaft für Kunst und Volksbildung, Herausgeber: Christine Hölz, 2000, ISBN 3-901293-04-3.
- Great Shot (Künstler sehen Golf) Buch zur Ausstellung Great Shot, Künstler sehen Golf, Verlag: Deutsches Sport- und Olympia-Museum, Köln, Herausgeber: Klaus Flemming, 2002, ISBN 3-00-009350-8, 9783000093500
- BravDa–das satirische Kunstblatt 08/02, Herausgeber: Gotthard Fellerer, 2002
- Kulturnachrichten aus dem Weinviertel Herausgeber: Kulturbund Weinviertel, 2003
- Kunstschaffende im Land ein Projekt des Weinviertel Festivals, Herausgeber: Ferdinand Altmann, 2004
- Künstler im Weinviertel Herausgeber: Niederösterreichisches Kulturforum, 2005
- Der Mongole wartet–Zeitschrift für Literatur und Kunst, Herausgeber: Michael Arenz, Bochum, 16/2006, 17/2007, 18/2008, 19/2009, 20/2010, 21/2011, 22/2012, 23/2013
- Nitsch–Vorbilder, Zeitgenossen, Lehre Katalog zur Ausstellung im Künstlerhaus, Herausgeber: Peter Bogner, Künstlerhaus Wien, 2009, ISBN Künstlerhaus: 978-3-900354-17-6, ISBN Verlag Lehner Wien: 978-3-901749-83-4
- Malerei ist ein Kraftakt der ins Dasein weist[11] Herausgeber: Lieselotte Biber, 2012, ISBN 978-3-200-02735-0